# Bow Island
Bow Island är en ort i Kanada.   Den ligger i provinsen Alberta, i den södra delen av landet, 2 700 km väster om huvudstaden Ottawa. Bow Island ligger 795 meter över havet och antalet invånare är 2 025.
Terrängen runt Bow Island är platt. Runt Bow Island är det ganska glesbefolkat, med 43 invånare per kvadratkilometer.. Det finns inga andra samhällen i närheten.
Trakten runt Bow Island består till största delen av jordbruksmark.